# Funan, Fuyang
Funan är ett härad i staden Fuyang i provinsen Anhui i östra Kina.

## Administrativ indelning
Häradet är indelat i 20 köpingar, åtta socknar och två administrativa enheter på sockennivå.
Köpingar (zhen):

- Caoji (曹集镇)
- Chaiji (柴集镇)
- Dicheng (地城镇)
- Fangji (方集镇)
- Hongheqiao (洪河桥镇)
- Huanggang (黄岗镇)
- Huilong (会龙镇)
- Jiaobei (焦陂镇)
- Liugou (柳沟镇)
- Lucheng (鹿城镇)
- Miaoji (苗集镇)
- Tianji (田集镇)
- Wanghua (王化镇)
- Wangjiaba (王家坝镇)
- Wangyan (王堰镇)
- Xincun (新村镇)
- Zhangzhai (张寨镇)
- Zhaoji (赵集镇)
- Zhonggang (中岗镇)
- Zhuzhai (朱寨镇)

Socknar (xiang):

- Duanying (段郢乡)
- Gaotai (郜台乡)
- Gongqiao (公桥乡)
- Laoguan (老观乡)
- Longwang (龙王乡)
- Wangdianzi (王店孜乡)
- Xutang (许堂乡)
- Yuji (于集乡)

Områden på sockennivå:
- Fumeng Nongchang bondgård (阜濛农场)
- Funan Jingji Kaifaqu ekonomisk utvecklingszon (阜南经济开发区)